# Valentin Pozaić
Valentin Pozaić SJ (ur. 15 września 1945 w Marija Bistrica, zm. 15 maja 2023 w Zagrzebiu) – chorwacki duchowny katolicki, biskup pomocniczy archidiecezji zagrzebskiej w latach 2005-2017.

## Życiorys

### Prezbiterat
Święcenia kapłańskie otrzymał 24 czerwca 1973 w zgromadzeniu jezuitów. Po święceniach odbywał studia na rzymskim Papieskim Uniwersytecie Gregoriańskim, a w latach 1977-1979 odpowiadał też za chorwacką sekcję Radia Watykańskiego. Po powrocie w 1984 do kraju został wykładowcą w jezuickim instytucie filozoficzno-teologicznym, zaś w 1990 powrócił na Uniwersytet Gregoriański i wykładał w nim bioetykę. W 1994 rozpoczął wykłady na jezuickiej uczelni w Jordanovac.

### Episkopat
2 lutego 2005 papież Jan Paweł II mianował go biskupem pomocniczym archidiecezji zagrzebskiej, ze stolicą tytularną Petina. Sakry biskupiej udzielił mu kard. Josip Bozanić.
13 maja 2017 zrezygnował z pełnionej funkcji.
Po rezygnacji zamieszkał początkowo w kolegium jezuickim w Zagrzebiu, a od 2020 przebywał w zagrzebskim Domu Księży Emerytów, gdzie zmarł 15 maja 2023.